# Modilion

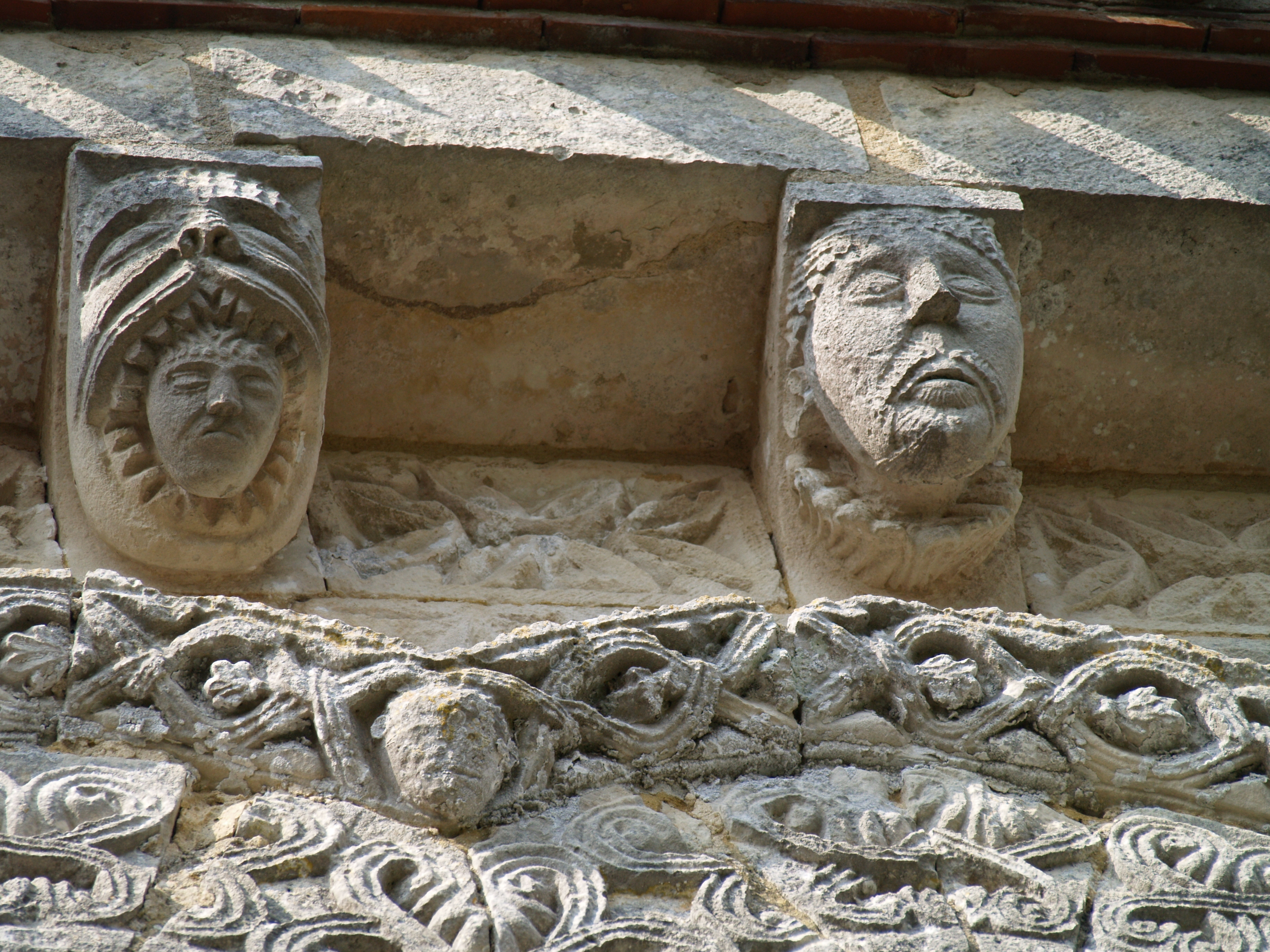
Modilioner, Notre-Dame de Rioux.

Modilion eller modiljong är en dekorativ detalj i den korintiska och kompositaordningens kornischer. Modilionen är volutformad och förekommer under en utskjutande list och ger sken av att stödja denna. Dekorelementet är ett romerskt bidrag (efter ca år 80 f.Kr) till det klassiska listverket och förekom inte i den i övrigt inlånade grekiska arkitekturen. 

## Etymologi
Ordet modilion / modiljong kommer från italienskans modiglione. Första kända användning 1563. 